# 헤브리디스 제도

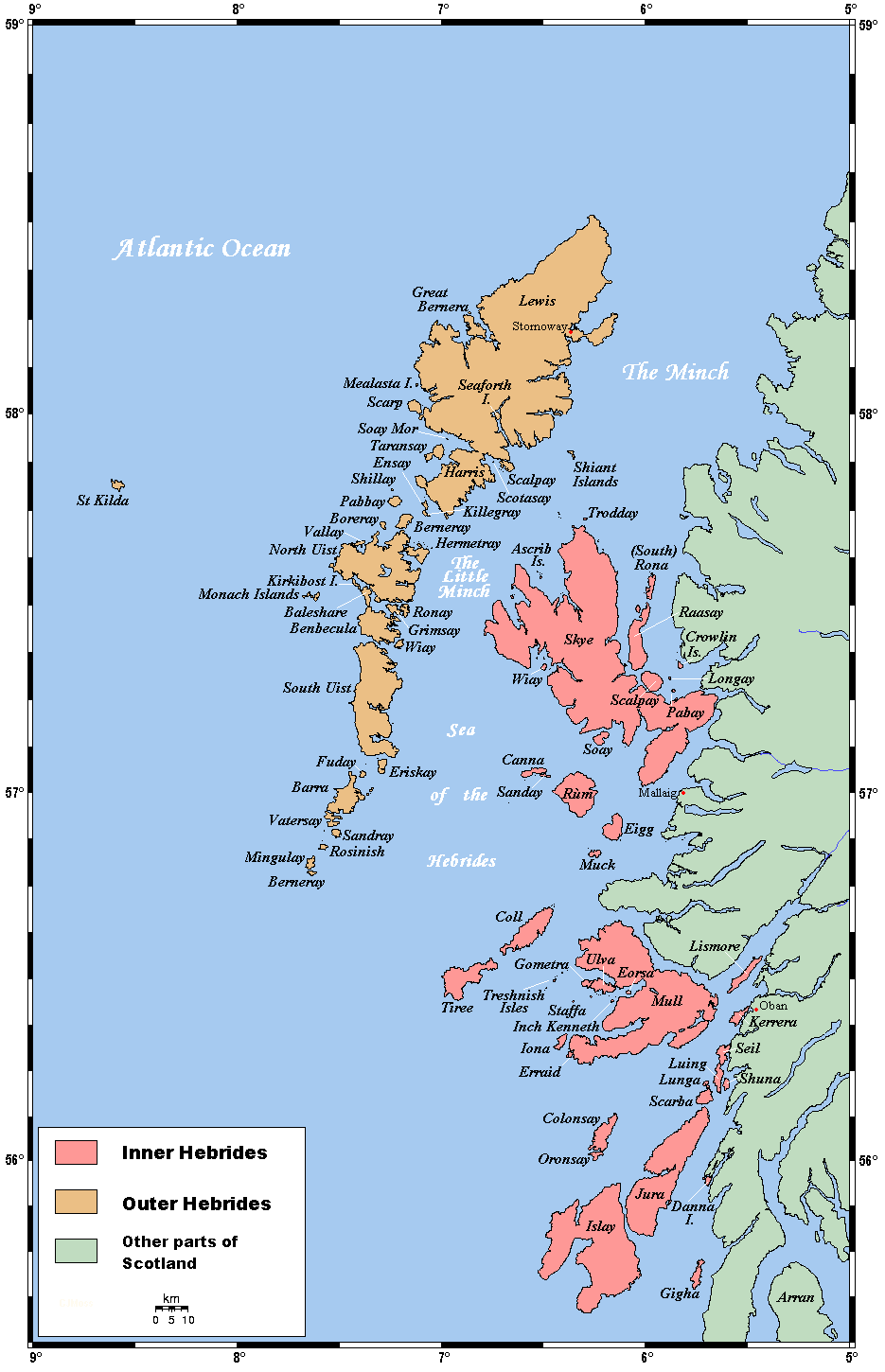
지도

헤브리디스 제도(Hebrides)는 스코틀랜드 서쪽 대서양에 있는 500여개의 섬을 말한다.
크게 이너헤브리디스 제도와 아우터헤브리디스 제도로 나뉜다.

## 같이 보기
- 뉴헤브리디스 제도
- 도서켈트어군